# Adaptoid
El Adaptoid es un adaptador del controlador de Nintendo 64 para USB, producido por Wish Technologies Inc., desde 1999 hasta 2002. Wish Technologies salió del negocio en 2002, resultando en que el Adaptoid se convirtiera en un producto raro.

## Producción ZTNET
El 19 de febrero de 2008, una tienda virtual en Internet cuyo nombre es ZTNET anunció su intención de realizar una producción de Adaptoids nuevos, en espera de la orden de una parte necesaria de terceros. Tras el anuncio, se comenzó a tomar pedidos anticipados, prometiendo que tan pronto como terminara la campaña de producción, y si por alguna razón no se podría completar, se les haría un reembolso en su totalidad a los clientes. A partir de enero de 2010, sin embargo, ninguno ha sido enviado, sin actualizaciones sobre los progresos realizados desde el 30 de abril de 2008. ZTNET personal se niega a responder cualquier consulta relacionada con el estado del Adaptoid.
A partir del 21 de febrero de 2009, registraron el dominio ztnetstore.com como expirado, reduciendo aún más la probabilidad de una eventual fecha de envío. El 11 de marzo de 2009, expiró el registro del dominio ztnet.com principal, eliminando la posibilidad de ponerse en contacto con el propietario del sitio Zachary Williams por correo electrónico.
El 19 de marzo de 2009, se actualizó el registro de dominio para ambos ztnet.com y ztnetstore.com. La página ztnet.com fue restaurada tal cual, pero el dominio ztnetstore.com mostró un mensaje que indicaba "La tienda está temporalmente fuera de ZTNet. órdenes no pre-autorizadas o se enviarán, ni tarjetas de cargos. Pedimos disculpas por este inconvienence, y se publicará más información aquí cuando esté disponible".
A partir de enero de 2010, el sitio web ztnet.com fue una página en blanco de otro modo con el texto "en breve a un navegador más cercano" y el sitio web ztnetstore.com no existía. El dominio ztnetstore.com expira en febrero de 2010, seguido por ztnet.com marzo de 2010. Parece poco probable que cualquiera de los sitios se pongan de nuevo en línea.
- Datos: Q4680780